# Майкл Перріман
Майкл Перріман (21 вересня 1954 , Лутон, Бедфордшир ) — британський астроном, особливо відомий своєю роботою над космічними астрометричними проєктами Гіппаркос і Gaia.

## Біографія
Майкл Перріман вивчав теоретичну фізику в Кембриджському університеті та отримав докторський ступінь у Кавендішській лабораторії Кембриджського університету в 1979 році.
З 1980 року працював в Європейському космічному агентстві, де з 1981 по 1997 рік був науковим співробітником астрометричного проєкту Гіппаркос. Після того, як супутник не зміг вийти на цільову геостаціонарну орбіту, він взяв на себе керівництво місією, і місія смогла досягти всіх запланованих цілей.
У 1993 році спільно з Леннартом Ліндегреном він запропонував більш амбітну астрометричну місію, щоб скористатися такими новими технологічними досягненнями, як недоступні для Гіппаркоса ПЗЗ і великі легкі дзеркала. У 1995 році Перрімана було призначено дослідником нової концепції місії під назвою Gaia. Місія була схвалена Науковим програмним комітетом Європейського космічного агентства в 2000 році, і Перріман був призначений науковцем проєкту. Він очолював проєт Gaia до 2008 року, створивши концепцію корисного навантаження, розробивши організаційну структуру проєкту, принципи роботи та аналізу даних, що призвело до його успішного запуску Gaia в 2013 році.
Він був професором астрономії в Лейденському університеті з 1993 по 2009 рік. У 2010 році він обіймав спільну посаду в Гайдельберзькому університеті та Інституті астрономії Макса Планка в Гайдельберзі, а з 2012 року він є ад'юнкт-професором в Університетському коледжі Дубліна. У 2013 році він був запрошеним професором в Принстоні.

## Нагороди та визнання
- 1996: премія Жуля Жансена;
- 1998: лекція Джорджа Дарвіна;
- 1998: член Європейської академії[8];
- 1999: медаль Нідерландської королівської академії наук[9];
- 2011: премія Тихо Браге Європейського астрономічного товариства за його «вирішальну роль у розвитку високоточної глобальної зоряної астрометрії з космосу, зокрема у розвитку місії Гіппаркос»[10];
- 2010: почесний доктор Лунда;
- 2022: премія Шао (спільно з Леннартом Ліндегреном)[11]

На його честь названо астероїд 10969 Перріман.